# Louis Croenen
Louis Croenen (Turnhout, 4 januari 1994) is een Belgisch zwemmer. Hij is aangesloten bij ShaRK, een overkoepelend geheel voor de competitiezwemmers van Zwemclub Nijlen en de Herentalse Zwemclub.

## Carrière
Na een korte carrière als voetballer bij de nationale U10 en U11 bij Verbroedering Geel gaat Croenen vanaf 2005 volledig voor het zwemmen. Van 2006 tot 2012 loopt hij school op de Topsportschool in Antwerpen. In die periode verbreekt hij ettelijke Belgische jeugdrecords en neemt hij deel aan het European Youth Olympic Festival in Tampere (2009) en het Europees Kampioenschap voor Junioren in Belgrado (2011). Op beide toernooien behaalt hij finaleplaatsen.
Op de Europese Kampioenschappen Kortebaanzwemmen 2011 behaalt hij samen met François Heersbrandt, Emmanuel Vanluchene en Jasper Aerents een bronzen medaille op de 4×50m vrije slag in een nieuwe Belgische recordtijd van 1.25,83.
Croenen beleeft, op 18-jarige leeftijd, zijn olympisch debuut op de Spelen in Londen. Het Belgische kwartet verbetert het Belgische record op de 4×200 meter vrije slag met een tijd van 7.14,44, maar een finaleplaats zit er niet in. De Belgische estafetteploeg zet de 12e tijd van alle deelnemers neer.
In 2014 volgt de internationale doorbraak. Eerst verbreekt hij op het Belgisch Kampioenschap in mei de 6 jaar oude Belgische besttijd op de 200m vlinderslag (1.56.41). In augustus behaalt hij een vierde plaats op het Europees Kampioenschap Langebaan in Berlijn op deze afstand en verbreekt in de finale zijn eigen Belgische record. De nieuwe toptijd is 1.56.06. Op dat EK zwemt hij met de estafetteploeg in de finale van de 4×200 meter vrije slag een nieuwe Belgische toptijd (7.10.39) en het team behaalt daarmee de bronzen medaille. Ze eindigen als derde na Duitsland en de Russen en laten o.a. favorieten Frankrijk en Italië achter zich.
Met hetzelfde team eindigt Croenen vijfde in de finale van de 4×200 m vrije slag op het Wereldkampioenschap Kortebaan in Doha in december 2014. Ze verbreken ook het 4 jaar oude Belgische record. De nieuwe toptijd is 6.52.66. Op hetzelfde toernooi zwemt hij een nieuw Belgisch record op de 200m vlinderslag (1.53.13) en haalt daarmee een 11de plaats.
In 2015 zet Croenen zijn opmars verder. In mei verbreekt hij op het BK in Antwerpen zijn Belgisch record op de 200m vlinderslag (1.55.44) en kwalificeert zich voor de Olympische Spelen van 2016. Op zijn eerste wereldkampioenschap langebaan, in augustus in het Russische Kazan, bereikt hij de finale van de 200m vlinderslag. Hij is daarmee de eerste Belg sinds Frédérik Deburghgraeve in 1998 die de finale van een individueel nummer bereikt op een wereldkampioenschap. In de finale wordt hij uiteindelijk zevende in 1.55.39, weer een nieuw nationaal record. Twee dagen later wordt hij met het Belgische estafetteteam zesde in de finale van de 4×200 m vrije slag. De nieuwe Belgische recordtijd bedraagt 7.09.64.
Op het EK Kortebaan in Netanya (Israël) zwemt hij in de reeksen van de 200m vrije slag de achtste tijd. Hij verbetert er ook zijn Belgisch record op de 200m vlinderslag (1.53.05) en wordt daarmee vierde in de finale.
In het voorjaar van 2016 zwemt hij op diverse wedstrijden in de Antwerpse Wezenberg meerdere persoonlijke records. Op de 200m vrije slag zet hij een tijd neer van 1.47.53. Met deze tijd zwemt hij eveneens een olympisch minimum. Ook bevestigt hij zijn olympische limiet nogmaals op de 200m vlinderslag.
Op het Europees kampioenschap Langebaan in Londen (mei 2016) spelen maagproblemen hem parten en kan hij zijn kansen niet ten volle verdedigen op zijn favoriete nummer, de 200m vlinderslag, maar hij slaagt er toch in de finale te bereiken. Daarin wordt hij zesde. Met het estafetteteam op de 4×200m vrije slag wordt hij tweede in de finale in een nieuwe Belgische recordtijd (7.08.28). De Belgen moeten enkel Nederland laten voorgaan. Hij maakt ook deel uit van de aflossingsploeg die brons behaalt op de 4×100m vrije slag en met het estafetteteam op de 4×100m wisselslag verbreekt hij het Belgisch record; het viertal zwemt 3.40.46.
Op de Olympische Spelen in Rio de Janeiro bereikt hij als eerste Belgische zwemmer in de 21ste eeuw een individuele Olympische finale. Een uur na deze eindstrijd, waarin hij het opneemt tegen o.a. Michael Phelps, Chad le Clos en László Cseh , neemt hij ook nog deel aan een estafettefinale. Hij is de eerste Belg die op één avond twee finales op de Spelen zwemt.
Ook op het Wereldkampioenschap Kortebaan in het Canadese Windsor (december 2016) behaalt Croenen een finaleplaats met het vernieuwde estafetteteam op de 4×200m vrije slag.
Op het EK Langebaan in Glasgow (2018) bereikt hij opnieuw de finale op de 200m vlinderslag en wordt hij daarin vierde. Op het WK Langebaan in Gwangju (2019) verzekert hij zich op z’n beste nummer van een Olympisch ticket voor de Spelen in Tokio.
In 2020 worden alle grote internationale toernooien afgelast omwille van de COVID-19-pandemie. Desondanks slaagt Louis er in december toch in het acht jaar oude Belgische record op de 100m vlinderslag te verbeteren. De nieuwe recordtijd bedraagt 52.10. Op dezelfde meeting in Rotterdam zwemt hij opnieuw de Olympische kwalificatielimiet op de 200m vlinderslag.
In het voorjaar van 2021 verbetert hij zijn Belgisch record op de 100m vlinderslag (52.00). Op het Europees Kampioenschap Langebaan in Boedapest duikt hij voor het eerst in zes jaar weer twee keer onder de grens van 1.56 op de 200m vlinderslag. In de finale van dat nummer eindigt hij als zesde. Ook op de Olympische Spelen in Tokio zwemt hij sneller dan 1.56 en plaatst zich daarmee voor de halve finale. 2021 is daarmee Louis z'n beste langebaanseizoen sinds 2015. Ook op de kortebaan presteert hij op hoog niveau. Zo verbetert hij z'n Belgisch record op de 200m vlinderslag op het WK in Abu Dhabi (1.52.84).

## Internationale toernooien
| Jaar | Olympische Spelen                            | WK langebaan                                 | WK kortebaan                                                                            | EK langebaan                                                                                                 | EK kortebaan                                                                            |
| ---- | -------------------------------------------- | -------------------------------------------- | --------------------------------------------------------------------------------------- | --- | --------------------------------------------------------------------------------------- |
| 2011 |                                              | geen deelname                                |                                                                                         | | 27ste 200m wisselslag · 4×50m vrije slag                                                |
| 2012 | 12de 4×200m vrije slag                       |                                              | geen deelname                                                                           | 4de 4×200m vrije slag                                                                                        | 27ste 200m vrije slag 15de 400m wisselslag                                              |
| 2013 |                                              | geen deelname                                |                                                                                         | | 26ste 100m vlinderslag 14de 200m vlinderslag                                            |
| 2014 |                                              |                                              | 5de 4×200m vrije slag 11de 200m vlinderslag 35ste 100m vlinderslag                      | 4×200m vrije slag · 4de 200m vlinderslag                                                                     |                                                                                         |
| 2015 |                                              | 6de 4×200m vrije slag 7de 200m vlinderslag   |                                                                                         | | 21ste 100m vlinderslag 8ste 200m vrije slag 4de 200m vlinderslag                        |
| 2016 | 8ste 200m vlinderslag 8ste 4×200m vrije slag |                                              | 8ste 4×200m vrije slag 16de 200m vlinderslag 26ste 100m vlinderslag                     | 4×100m vrije slag · 12de 200m vrije slag · 6de 200m vlinderslag · 4×200m vrije slag · 10de 4×100m wisselslag |                                                                                         |
| 2017 |                                              | 27ste 100m vlinderslag 17de 200m vlinderslag |                                                                                         | | 32ste 100m vlinderslag 11de 200m vrije slag 38ste 100m vrije slag 18de 200m vlinderslag |
| 2018 |                                              |                                              | geen deelname                                                                           | 4de 200m vlinderslag 27ste 100m vlinderslag                                                                  |                                                                                         |
| 2019 |                                              | 13de 4×200m vrije slag 15de 200m vlinderslag |                                                                                         | | geen deelname                                                                           |
| 2021 | 16de 200m vlinderslag 28ste 100m vlinderslag |                                              | 13de 200m vlinderslag 18de 200m wisselslag 38ste 100m vlinderslag 20ste 100m wisselslag | 6de 200m vlinderslag 14de 100m vlinderslag                                                                   | geen deelname                                                                           |

## Persoonlijke records
(Bijgewerkt tot en met 16 december 2021)

### Kortebaan
| Afstand          | Tijd       | Datum            | Plaats    |
| ---------------- | ---------- | ---------------- | --------- |
| 100m vrije slag  | 48.27      | 6 augustus 2017  | Berlijn   |
| 200m vrije slag  | 1.44,12    | 3 december 2015  | Netanya   |
| 100m wisselslag  | 53,08      | 28 oktober 2021  | Kazan     |
| 200m wisselslag  | 1.56,48    | 14 november 2021 | Leuven    |
| 400m wisselslag  | 4.13,75    | 23 november 2012 | Chartres  |
| 100m vlinderslag | 51,35      | 28 oktober 2021  | Kazan     |
| 200m vlinderslag | BR 1.52,84 | 16 december 2021 | Abu Dhabi |

### Langebaan
| Afstand          | Tijd       | Datum           | Plaats    |
| ---------------- | ---------- | --------------- | --------- |
| 50m vlinderslag  | 23,73      | 11 april 2021   | Eindhoven |
| 100m vlinderslag | BR 52,00   | 9 april 2021    | Eindhoven |
| 100m vrije slag  | 49,74      | 6 december 2020 | Rotterdam |
| 200m wisselslag  | 2.02,64    | 15 april 2019   | Stockholm |
| 200m vrije slag  | 1.47,53    | 5 maart 2016    | Antwerpen |
| 200m vlinderslag | BR 1.55,39 | 5 augustus 2015 | Kazan     |
| 400m wisselslag  | 4.22,09    | 12 mei 2017     | Antwerpen |